# エリス・ローワン

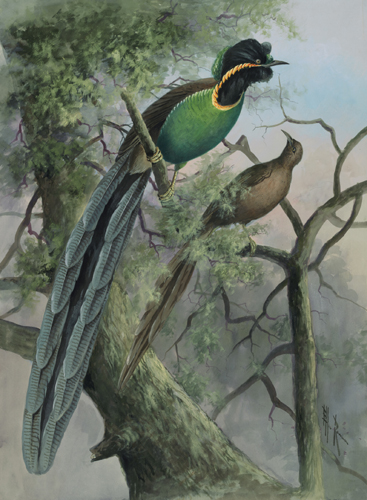
エリス・ローワン作のゴクラクチョウの1種Astrapia rothschildi(c.1917)

マリアン・エリス・ローワン（Marian Ellis Rowan、結婚前の姓はRyan、1848年7月30日 - 1922年10月4日）は、オーストラリアの博物画家、イラストレーターである。オーストラリアの野生の植物などの博物画を描いた。

## 略歴
メルボルンで生まれた。父親は株仲介会社の経営者で、一族には多くの有力者がいた。母方の祖父ジョン・コットン（John Cotton: 1801-1849）は鳥類学者で、著書の挿絵も描いた人物であった。ビクトリア州ブライトンの女子学校に通った。正式な美術教育は受けていなかったが1872年にメルボルンで開催されたインターコロニアル博覧会に出展し、銅メダルを獲得した。
1873年10月23日に、元イギリス陸軍将校でニュージーランド軍に移籍した軍人のフレデリック・チャールズ・ローワン（Frederic Charles Rowan）と結婚し、ニュージーランド北島のタラナキに住み、1875年に息子が生まれた。夫に励まされ、絵を描き続け、作品を発表し続けた。家族は1877年にメルボルンに戻り、夫は1882年から電力会社の役員として働いた。
父親の知り合いでメルボルン王立植物園の園長の植物学者フェルディナント・フォン・ミュラー（1825-1896）に雇われた数名の女性芸術家の一人となり、オーストラリアの植物の研究を手伝った 。
探検家で後に西オーストラリアの初代首相となジョン・フォレスト卿（John Forrest: 1847-1918）の妻で画家のマーガレット・フォレスト（Margaret Forrest: 1844-1929）とオーストラリア各地を旅し、オーストラリアの野生植物を描いた。1893年のシカゴ万国博覧会の女性館に作品を出展した。
1892年に夫が亡くなった後は、オーストラリア国外で活動することが多くなり、ニュージーランドやイギリス、アメリカを旅し、作品を展示や国外の著者の書籍の図版の制作をした。ロンドンでの2年間の滞在中に、コーワンの作品はビクトリア女王に買い上げられた。著作「Flower Hunter in Queensland and New Zealand」を出版し、アメリカでは、植物学者のアリス・ローンズベリー（Alice Lounsberry）の植物学の著作の図版を描いた。1905年にオーストラリアに戻り、野生の描き続けた。南オーストラリア州政府は100点の作品を買い上げ、クイーンズランド州政府は125点を買い上げた。
1916年から1918年の間にパプアニューギニアを2度訪れ、これまで記載されていなかった多くの花を発見して描き、未確認の極楽鳥を探した。地元のガイドとだけ旅をし、52の既知のゴクラクチョウの種のうち47を描くことができた。マラリアに感染し、健康状態が悪くなり、70歳になっていた1918年にオーストラリアに戻った。
1920年、シドニーで1,000点の絵画を展示した。さまざまな女性団体などからの要望を受けて、連邦政府はコレクションの購入を決定したが、その費用については議会で承認されたのはローワンが1922年亡くなった後の1923年で、政府は947点の絵画を買い上げた。
ビクトリア州のShire of Macedon Rangesで亡くなった。

## 作品

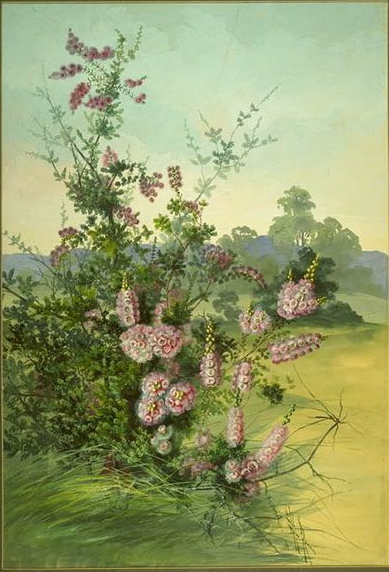
フトモモ科のVerticordia pennigera
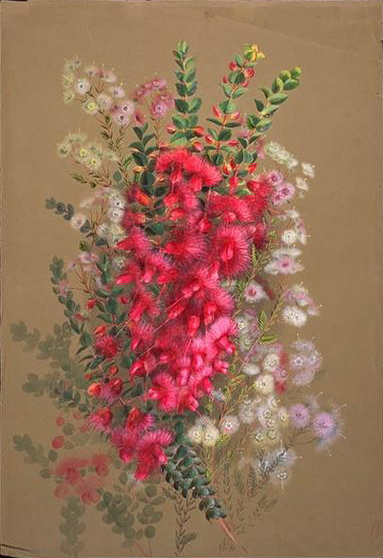
Verticordia grandis他
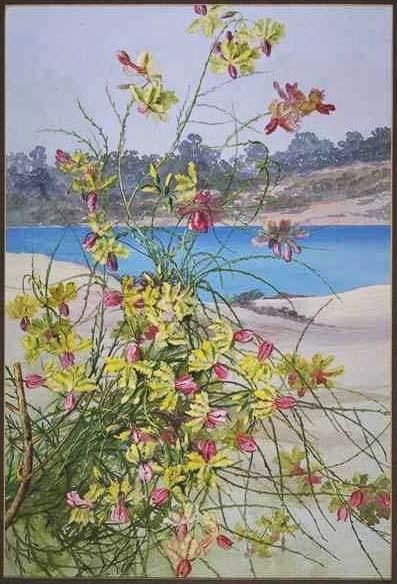
クサトベラ科のLechenaultia linarioides
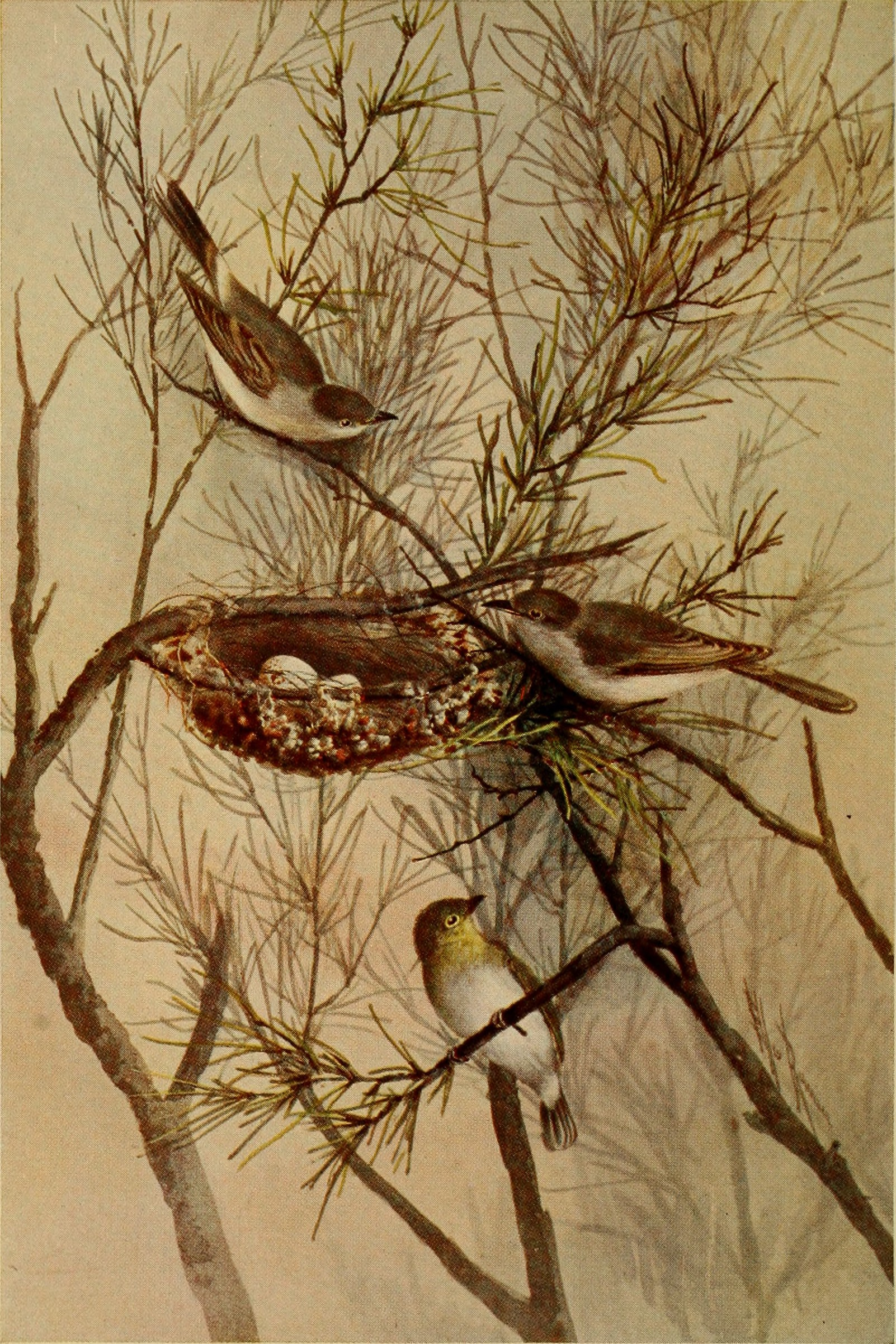
ミツスイ科のLacustroica whitei